# جون كالهون (سياسي)
جون كالهون (بالإنجليزية: John Calhoun)‏ هو مُحرِّر وصحفي وسياسي أمريكي، ولد في 14 أبريل 1808 في واتيرتاون في الولايات المتحدة، وتوفي في 20 فبراير 1859 في شيكاغو في الولايات المتحدة. حزبياً، نشط في الحزب الديمقراطي.